# Station Schneverdingen
Station Schneverdingen (Bahnhof Schneverdingen) is een spoorwegstation in de Duitse plaats Schneverdingen in de deelstaat Nedersaksen. Het station ligt aan de spoorlijn Walsrode - Buchholz. 

## Indeling
Het station beschikt over twee zijperrons, welke niet overkapt zijn, maar waar wel een abri is geplaatst. De beide perrons zijn niet onderling met elkaar verbonden, wanneer men naar de andere zijde van het spoor wil, kan men gebruikmaken van de overweg in de Bahnhofstraße. Rondom het station zijn er diverse parkeerterreinen en fietsenstallingen (bewaakt en onbewaakt). Naast de perrons staan er diverse gebouwen. Naast het stationsgebouw, waar een loket in is gevestigd, is er ook een apotheek en het verenigingsgebouw van de modelspoorvereniging. Aan de westzijde van het station ligt het busstation met vier perrons en een taxistandplaats.

## Verbindingen
Het station wordt bediend door treinen van erixx. De volgende treinserie doet het station Schneverdingen aan:
| Serie | Treinsoort           | Route                                                                          | Bijzonderheden |
| ----- | -------------------- | ------------------------------------------------------------------------------ | -------------- |
| RB 38 | Regionalbahn (Erixx) | Buchholz (Nordheide) – Schneverdingen – Soltau (Han) – Walsrode – Hannover Hbf |                |